# Zogoré
Zogore là một tổng của tỉnh Yatenga ở phía bắc Burkina Faso. Thủ phủ của tổng này là thị xã Zogore.

## Các thị xã và các làng
Bôh, Boulounsi, Guessoum, Koro, Lilkana, Nango-Foulce, Nango-Yarce, Ninga, Piga–Songdin, Rambouli, Rega, Teonsgo, Torobo, Touri và Vire–Songdin.